# 2064 Thomsen
2064 Thomsen è un asteroide areosecante del diametro medio di circa 13,61 km. Scoperto nel 1942, presenta un'orbita caratterizzata da un semiasse maggiore pari a 2,1783335 UA e da un'eccentricità di 0,3297610, inclinata di 5,69459° rispetto all'eclittica.
L'asteroide è dedicato all'astronomo neozelandese Ivan Leslie Thomsen.